# شهرستان کاملین
شهرستان کاملین (به عربی: محلیة الکاملین) یک منطقهٔ مسکونی در سودان است که در جزیره (ایالت سودان) واقع شده‌است. شهرستان کاملین ۴۰۱٬۹۳۰ نفر جمعیت دارد.